# 杜泽镇
杜泽镇，是中国浙江省衢州市衢江区所辖的一个镇。 

## 下辖行政区
下辖：
杜泽一村、杜泽二村、杜泽三村、杜泽四村、杜泽五村、宝山村、白鹤山村、堰坑头村、白水村、坎头村、上六村、章家村、下溪村、文林村、潜灵村、荷花塘沿村、下余村、下方村、桥王村、西庄村、明果村、庙前村、金岗山村和黄金岗村。